# Vitra Design Museum
Vitra Design Museum este un muzeu particular specializat în design, localizat în Weil am Rhein, Germania. A fost fondat de Vitra, o companie elvețiană producătoare de mobilier.  Arhitectul principal al clădirii muzeului, precum și al unei secțiuni a fabricii de mobilier care este plasată în imediata vecinătate a acestuia este Frank Gehry, unul dintre cei mai proeminenți arhitecți contemporani, exponent de frunte și promotor al curentului arhitectural contemporan al deconstructivismului. 
Rolf Fehlbaum, președintele executiv al companiei Vitra, a decis crearea muzeului la sfârșitul anilor 1980 ca fundație independentă particulară. Corporația Vitra contribuie cu o sumă anuală consistentă la fondul fundației, care este deschisă tuturor donatorilor. 
Inaugurarea muzeului, care conține în special design de mobilier, dintre care promovarea designului companiei are un loc aparte, s-a făcut la 3 noiembrie 1989.  Deschiderea unei subdiviziuni a muzeului în Berlin este programată pentru sfârșitul anului 2007. 

## Colecții și activități
Colecția muzeului, axată pe mobilier și decorări interioare, este centrată pe donația postumă a designerilor americani Charles și Ray Eames, dar conține numeroase alte piese ale unor designeri renumiți, printre care Alvar Aalto, George Nelson, Verner Panton, Jean Prouvé, Dieter Rams, Eero Saarinen și Michael Thonet. Colecțiile prezentate de Vitra Design Museum au crescut rapid, devenind în doar 18 ani una dintre cele mai mari colecții de design de mobilier modern din lume , incluzând piese reprezentative ale tuturor perioadelor și stilurilor moderne începând cu începutul secolului al XIX-lea.

## Galerie de imagini

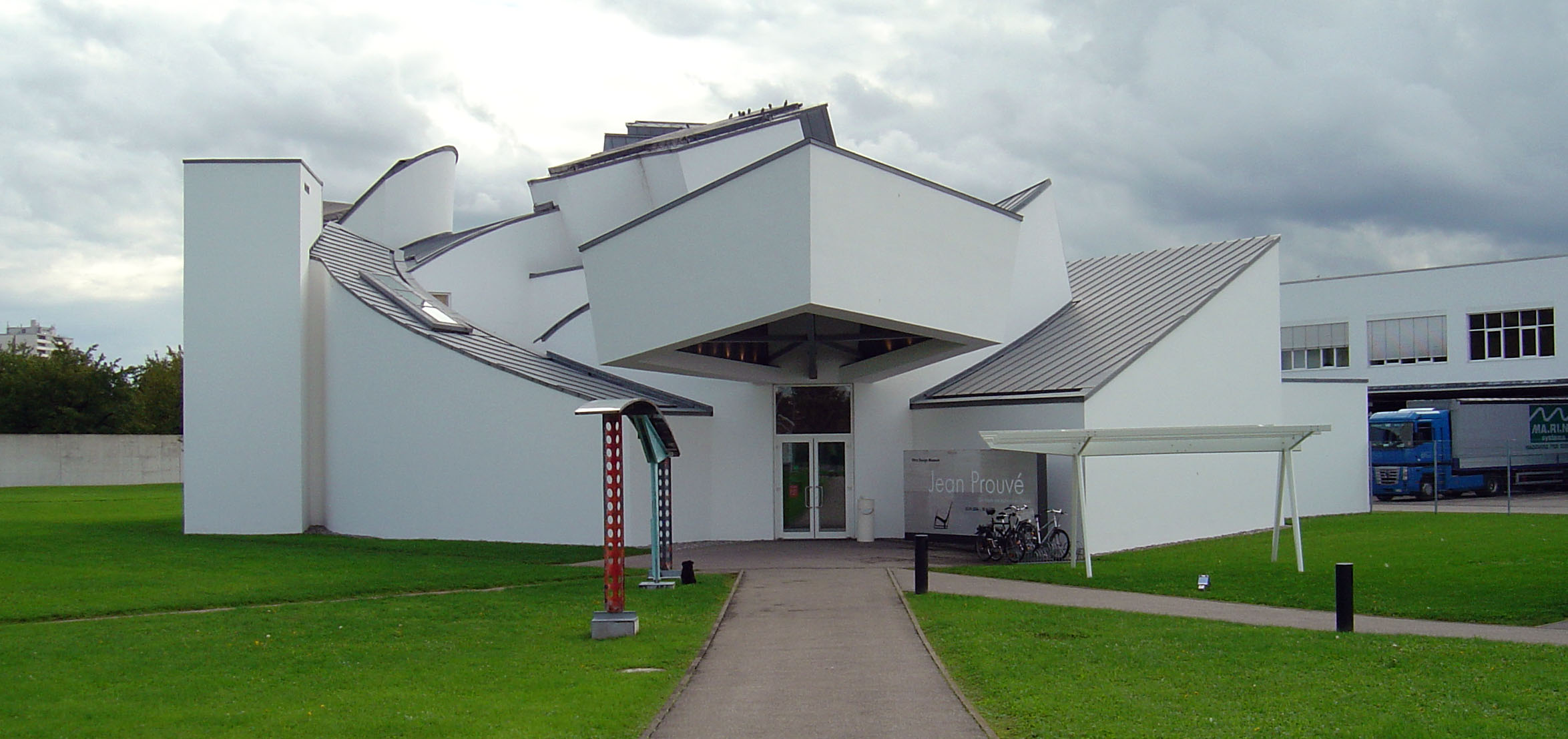
Vedere frontală a clădirii Vitra Design Museum
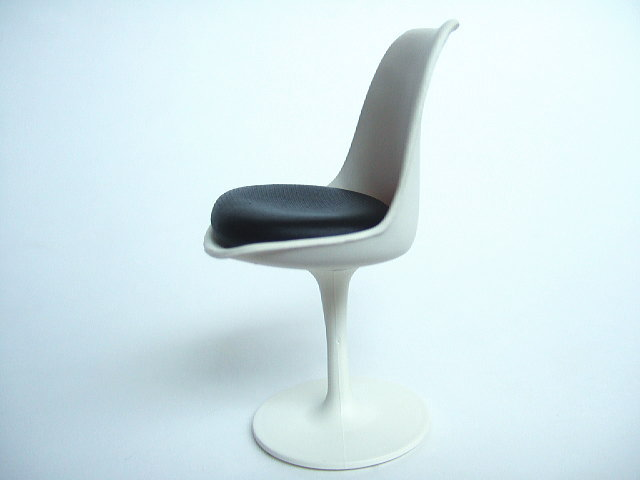
Scaunul lalea (Tulip Chair) a lui Eero Saarinen, una din piesele aflate în colecţia permanentă
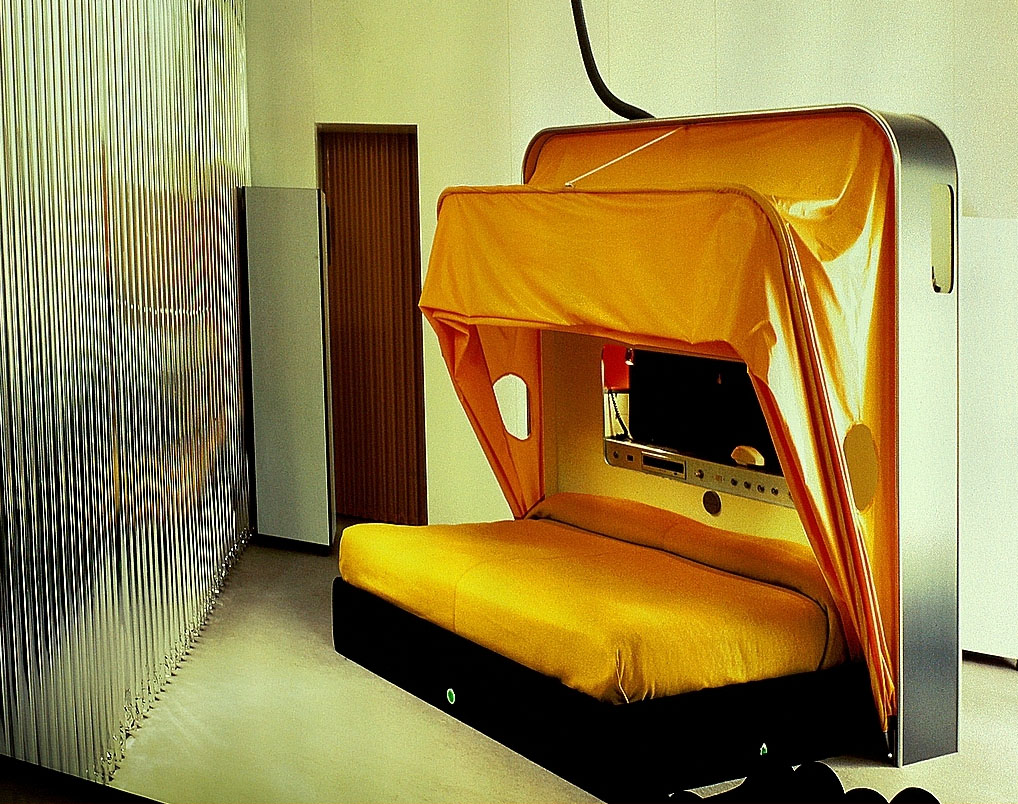
Cabriolet Bed, din expoziţia lui Joe Cesare Colombo
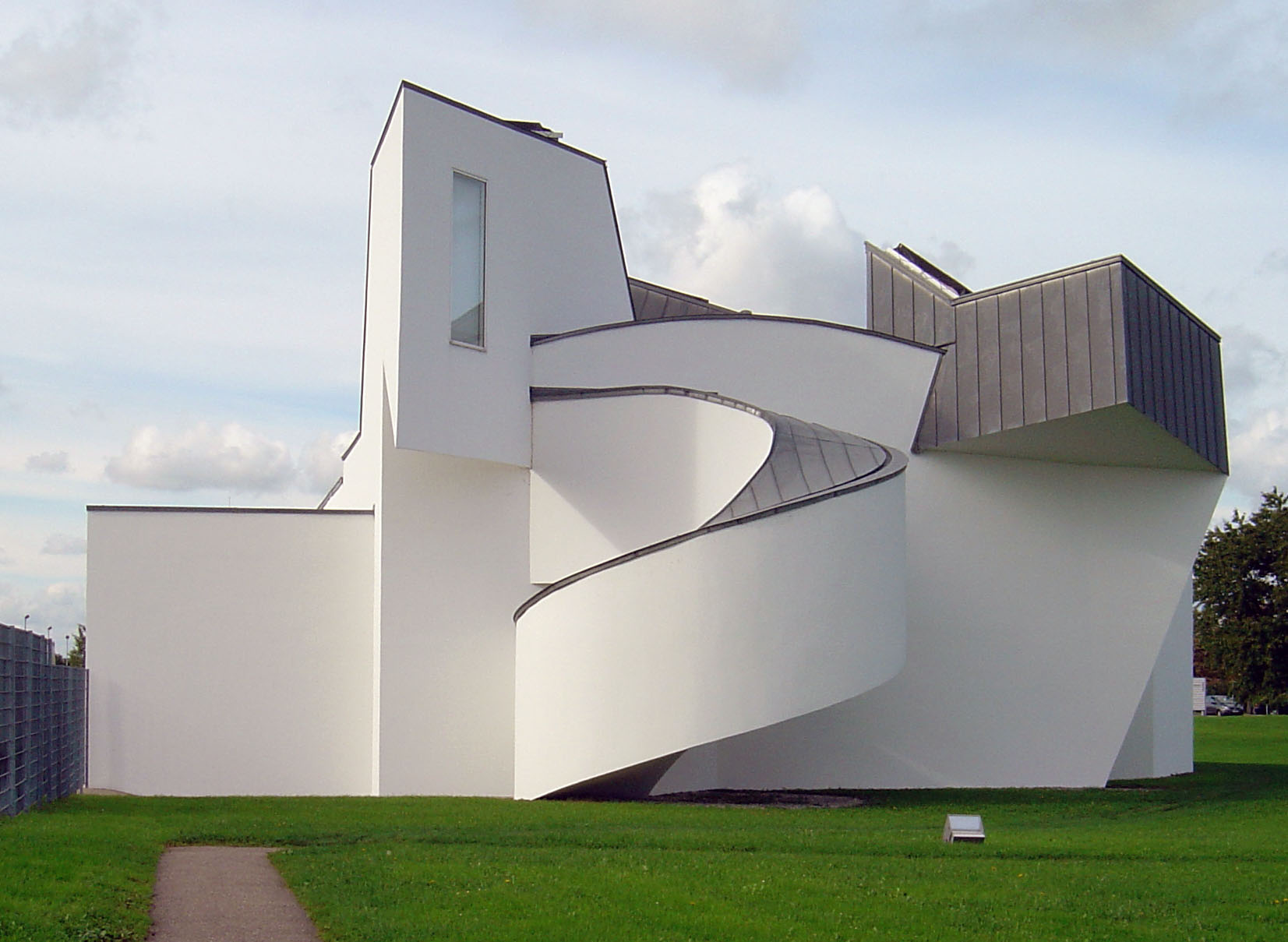
Vedere a muzeului din spate
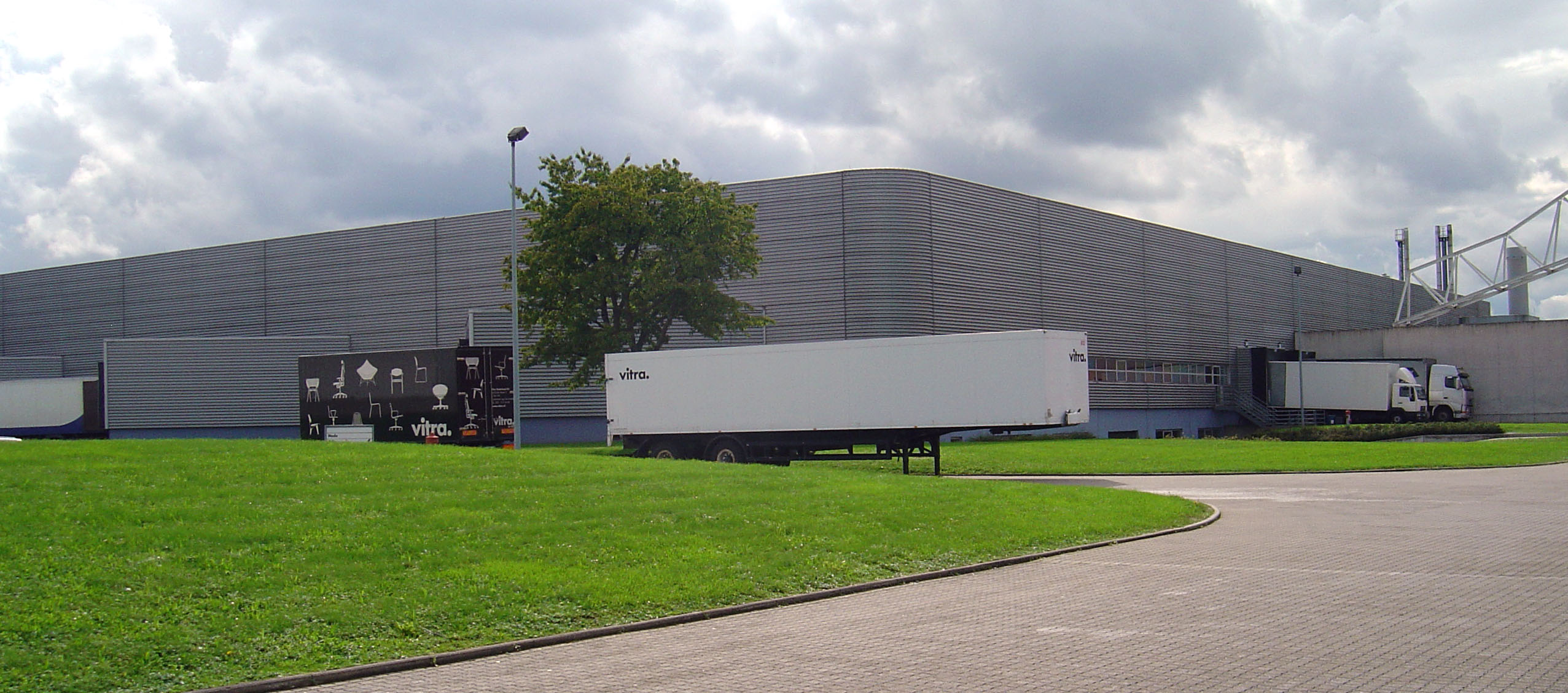
Imaginea halei principale a fabricii de mobilier Vitra din apropierea muzeului
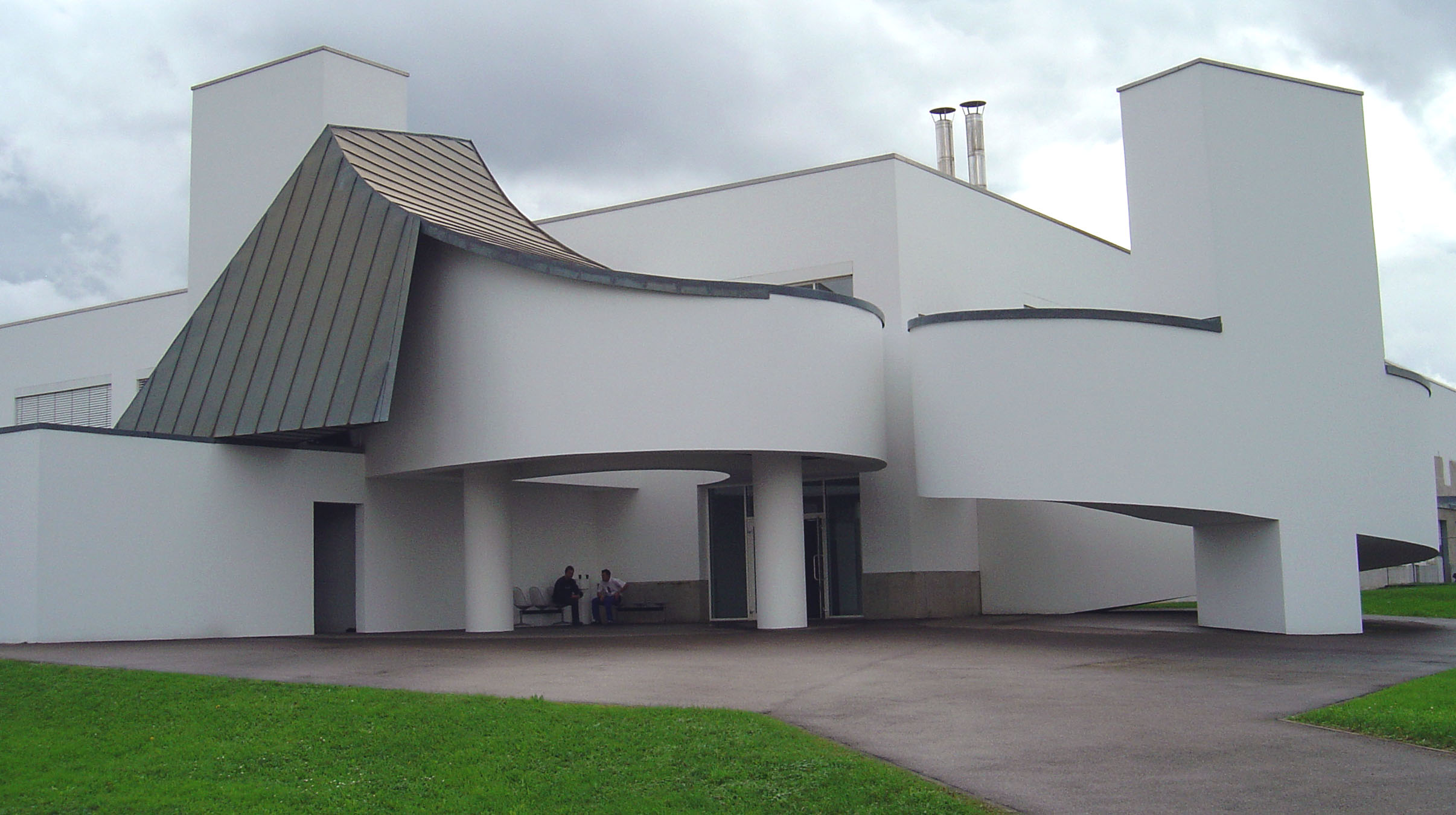
Intrarea fabricii de mobilier, arhitect Frank Gehry
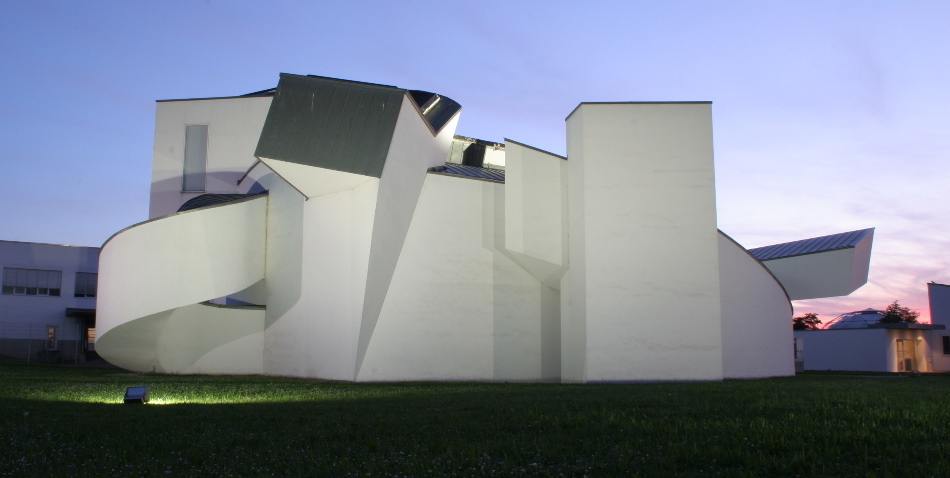
Muzeul Vitra, vedere laterală, seara
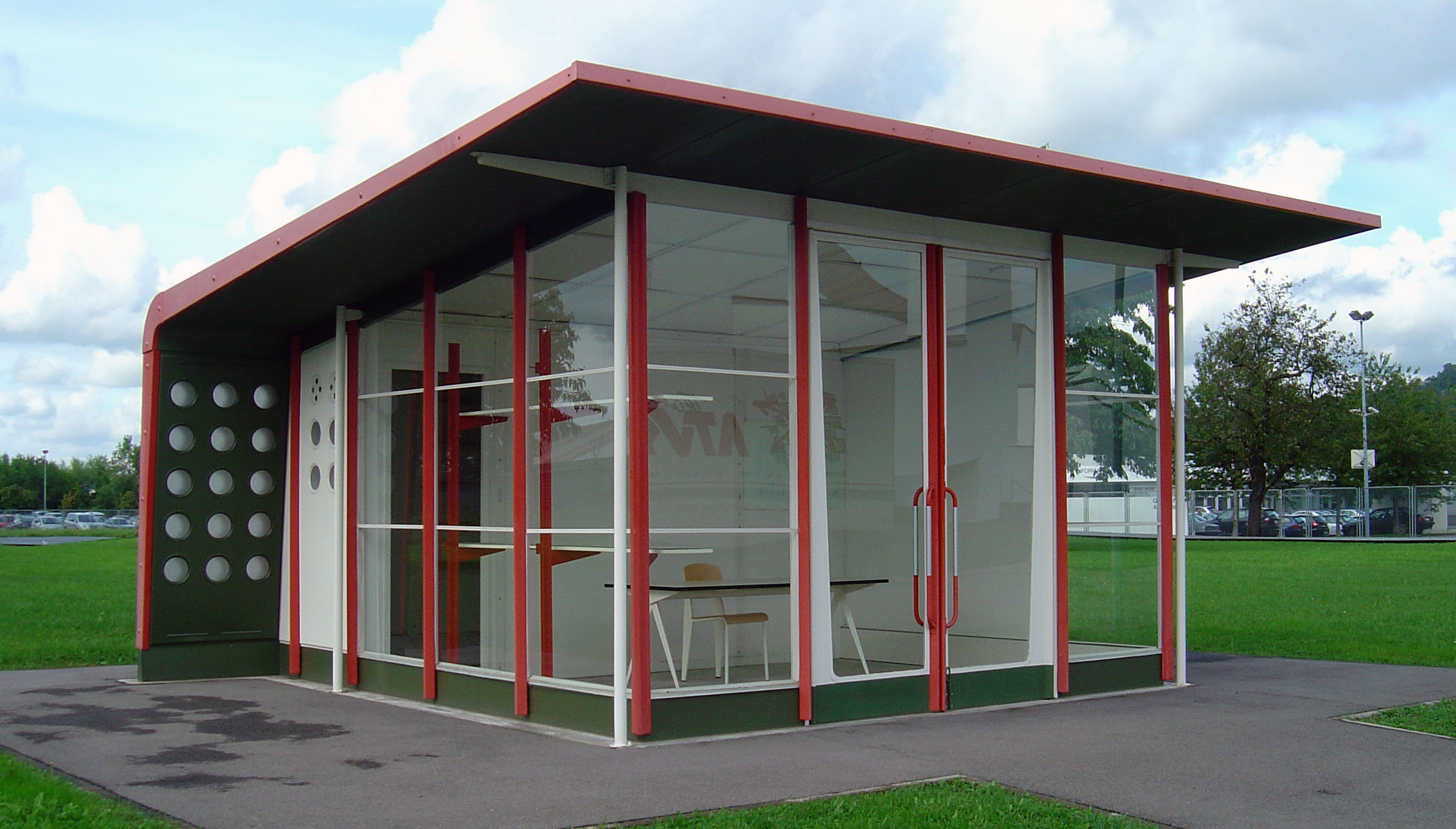
Vitra petrol station, arhitect Jean Prouvé
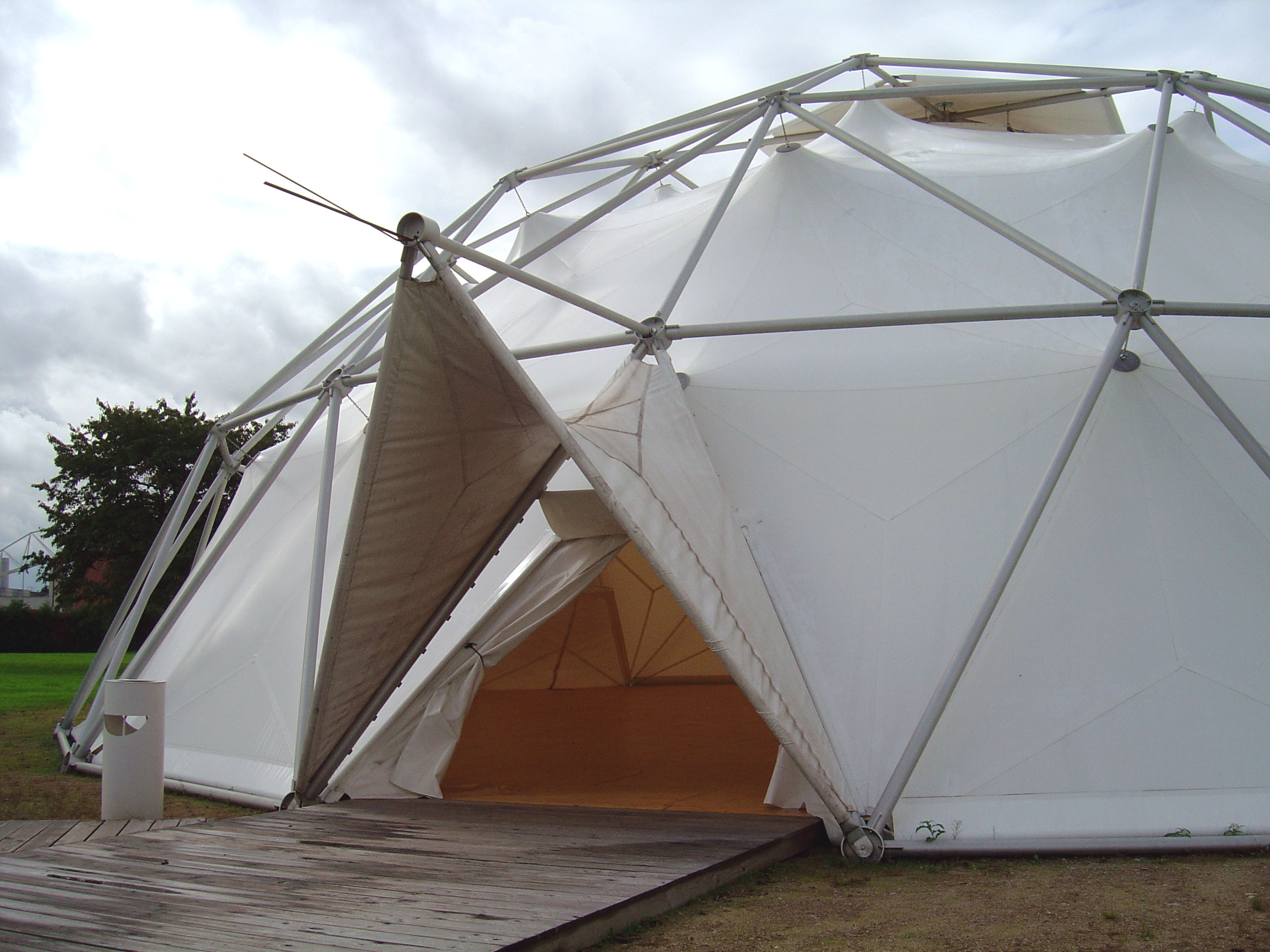
Muzeul Vitra, exponatul dom geodezic, expoziţia din aer liber
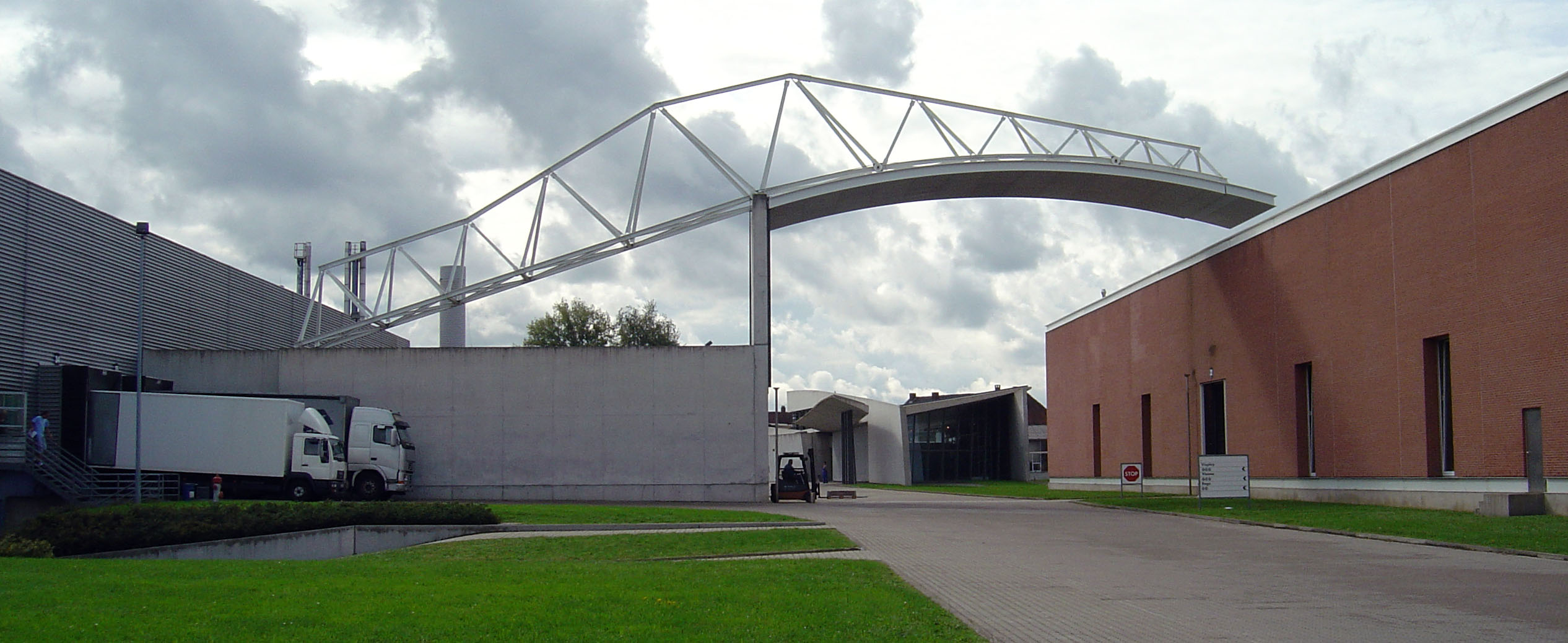
Fabrica Vitra, pasaj, arhitect Alvaro Siza